# Elimia fascinans
Elimia fascinans är en snäckart som först beskrevs av I. Lea 1861.  Elimia fascinans ingår i släktet Elimia och familjen Pleuroceridae. IUCN kategoriserar arten globalt som livskraftig. Inga underarter finns listade i Catalogue of Life.